# Ma’nene

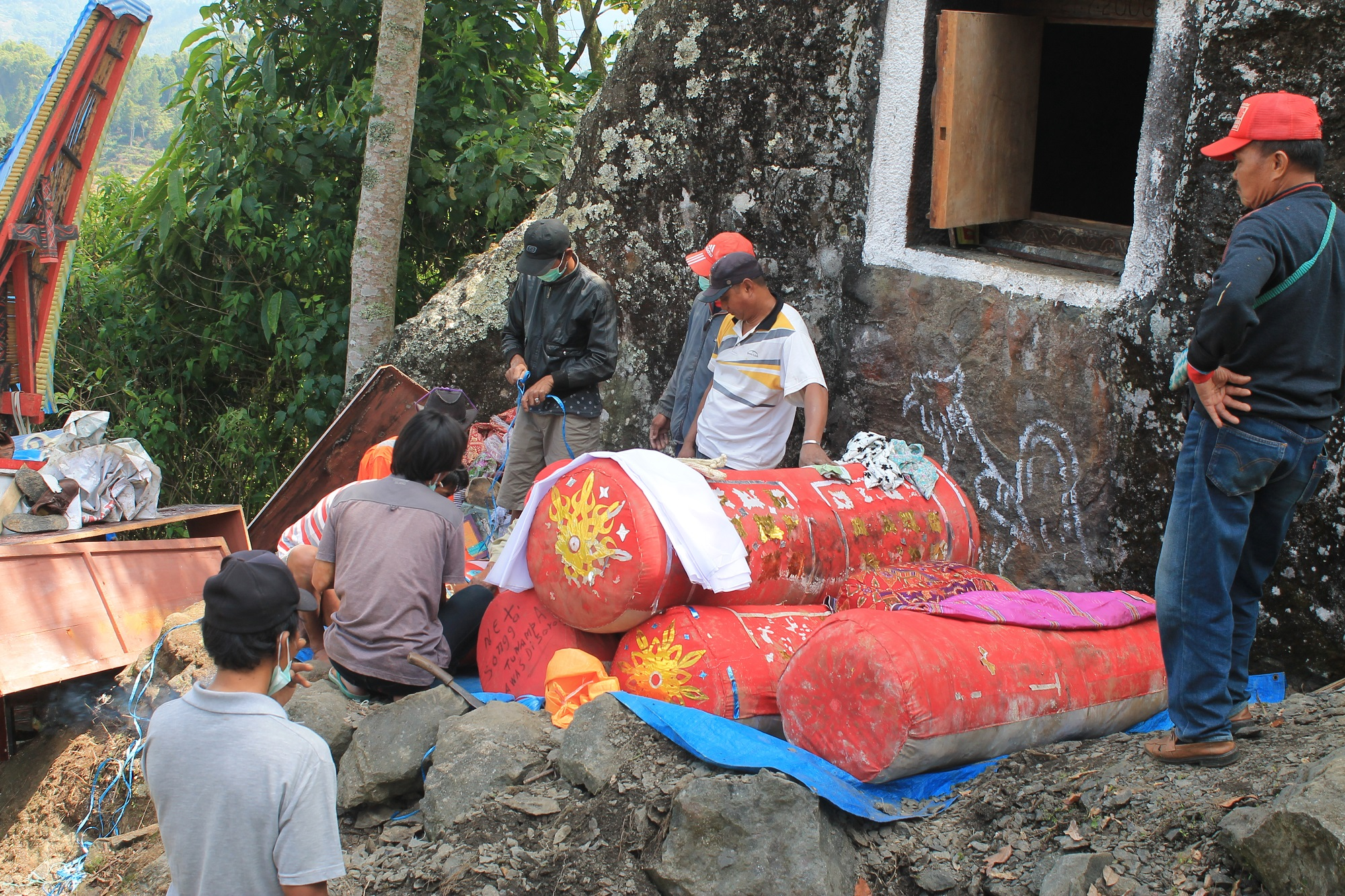
Rytuał ma’nene

Ma’nene – rytuał odprawiany wśród ludu Toradżów na wyspie Celebes (Sulawesi) w Indonezji. Podczas tego święta, obchodzonego ku czci zmarłych, otwiera się groby zmarłych przodków. 
Rytuał stanowi dopełnienie lokalnego kultu zmarłych. Pozostaje jednak słabo zbadany, a od wieku był zwalczany przez duchownych chrześcijańskich. Praktykują go wyłącznie mieszkańcy północnych, wysokogórskich rubieży regionu, najsłabiej poddanych wpływom chrześcijaństwa. 
Podczas ceremoniałów tradycyjne groby są otwierane, aby przekazać zmarłym wyrazy hołdu. Ponadto zawartość wielu grobów zostaje wydobyta na zewnątrz, gdzie ciała poddaje się różnego rodzaju zabiegom odświeżającym. Ekshumacji towarzyszy przeniesienie zwłok do nowej trumny bądź też ich oczyszczenie i wymiana ubrań. Ceremonia ta odbywa się kilka razy w różnych odstępach czasu.
Rytuał ma’nene jest jedną z przyczyn turystycznej popularności tego regionu Indonezji.